# El Molino
El Molino – miasto w Kolumbii, w departamencie La Guajira.